# Ramón Alberto Rolón Güepsa
Ramón Alberto Rolón Güepsa (ur. 28 lutego 1959 w Arboledas) – kolumbijski duchowny rzymskokatolicki, w latach 2012–2025 biskup Montería, od 2025 biskup Chiquinquirá.

## Życiorys
Święcenia kapłańskie przyjął 8 grudnia 1984 i został inkardynowany do archidiecezji Nueva Pamplona. Po święceniach przez kilka lat pracował duszpastersko, zaś od 1987 pracował w archidiecezjalnych seminariach (m.in. jako wicerektor niższego seminarium oraz rektor wyższego seminarium). W latach 2005–2009 kierował parafią w Chinácota, a w kolejnych latach ponownie był rektorem w wyższym seminarium.
27 października 2012 został prekonizowany biskupem diecezji Montería. Sakry biskupiej udzielił mu 1 grudnia 2012 abp Luis Madrid Merlano. Uroczyste objęcie urzędu miało miejsce 15 grudnia 2012.
6 czerwca 2025 papież Leon XIV mianował go biskupem diecezji Chiquinquirá. Ingres odbył 31 lipca 2025.